# Wim Geysen
Wim Geysen (Brasschaat, 25 november 1970) is een Belgisch auteur en acteur.

## Levensloop
Geysen debuteerde op zestienjarige leeftijd als acteur in het kindertoneelstuk Koning van Katoren, naar het gelijknamige boek van Jan Terlouw. In 1997 kwam zijn eerste roman uit: Lek. Nadien schreef Geysen zeven (non-)fictieboeken en een twintigtal theaterstukken. Sinds 2000 werkt hij als professioneel (theater)auteur, acteur, muzikant en regisseur. Geysen is zaakvoerder van Wim Geysen Producties en de bezieler van Oerbos, een muziekproject dat woord verbindt met muziek en beeldende kunst. Samen met een groep acteurs, muzikanten en technici wil hij op een artistieke wijze maatschappelijk relevante thema's bespreekbaar maken. Dat gebeurt in samenwerking met verenigingen, bibliotheken, cultuurcentra en diverse Vlaamse (hoge)scholen.
Geysen schreef, regisseerde en speelde in de stukken:
- Flits!, een monoloog over verkeersveiligheid
- Stille Zaterdag, over tienerzwangerschappen
- Spiegelschrift, over depressies en zelfmoord
- De Man van Taal, (met Peter Van Gucht) rond bibliotheken
- Op het bot, rond eetstoornissen en zelfbeeld bij jongeren

## Acteurservaring
- 1987: leerling van Klas 5B & T (televisieserie BRT Meester hij begint weer)
- rollen in o.a. 'Koning van Katoren', 'Lek', 'Michael' en 'De Golf'
- vanaf 2000 beroepsacteur met honderden opvoeringen in scholen en cultuurcentra in Vlaanderen en Nederland: o.a Vuur (monoloog), Flits! (monoloog), Spiegelschrift, Tilt, De Man van Taal (monoloog), Stille Zaterdag en Samoerai!
- medewerking aan RITS-afstudeerproject ‘Prometheus’ van acteur/theatermaker Michiel Soete

## Theater tekst, regie en spel
- 1995 - Verboden gedachten – Wim Geysen (tekst, regie)
- 1996 - Feest van bloed – Alain Pringels (regie)
- 1997 - Het jaar van de rat – Wim Geysen (tekst, regie)
- 1998 - Romeo en Julia – Dirk Tanghe (regie)
- 1998 - De winter onder tafel – Roland Topor (regie)
- 2000 - Droomnacht – Wim Geysen (tekst, regie)
- 2001 - Kunst – Yasmina Reza (regie)
- 2001 - Top Dogs – Urs Widmer (regie)
- 2001 - Spiegelschrift – Wim Geysen en Bart Demyttenaere) (tekst, regie, spel))
- 2002 - Flits! – Wim Geysen (tekst, regie, spel)
- 2002 - Het paard van Pizarro - Wim Geysen (tekst, regie)
- 2002 - Na de regen - Sergi Belbel (regie)
- 2003 - Mistero Buffo – Dario Fo (regie)
- 2003 - Tilt – Wim Geysen en Aafke Bruining (spel)
- 2006 - Stille Zaterdag – Wim Geysen (tekst, regie, spel)
- 2006 - De Man van Taal – Wim Geysen en Peter Van Gucht (tekst, regie, spel)
- 2006 - Eerlijk Gezegd – Wim Geysen (tekst, regie, spel)
- 2008 - Op het bot – Wim Geysen en Michael Vercauteren (tekst, regie)
- 2009 - Samoerai! - Wim Geysen (tekst, regie, spel)
- 2010 - apathie² - Jan Hardies en Seckou Ouologuem (regie)
- 2011 - Vroemtuut - Wim Geysen en Peter Van gucht (tekst, regie)
- 2011 - Hijs de schotelvod! - Wim Geysen, Tine Byloo en An Segers (tekst, spel, regie)